# ヒューロン・MICO
ヒューロン・MICO（Huron MICO）は、機関銃用の給弾バックパック。
TYR Tactical社が製造、2010年から販売を開始し、2014年にアメリカ国防総省によってナショナル・ストック・ナンバー(en)を取得した。
バックパック内に500発、供給スペース内に75発(7.62mm弾使用時)を収納でき、付け替え可能なアダプターを使用することでMk46・Mk48・M240・M249に給弾することができる
マルチカムとコヨーテブラウンの2色が製造されている。